# Melon Galia

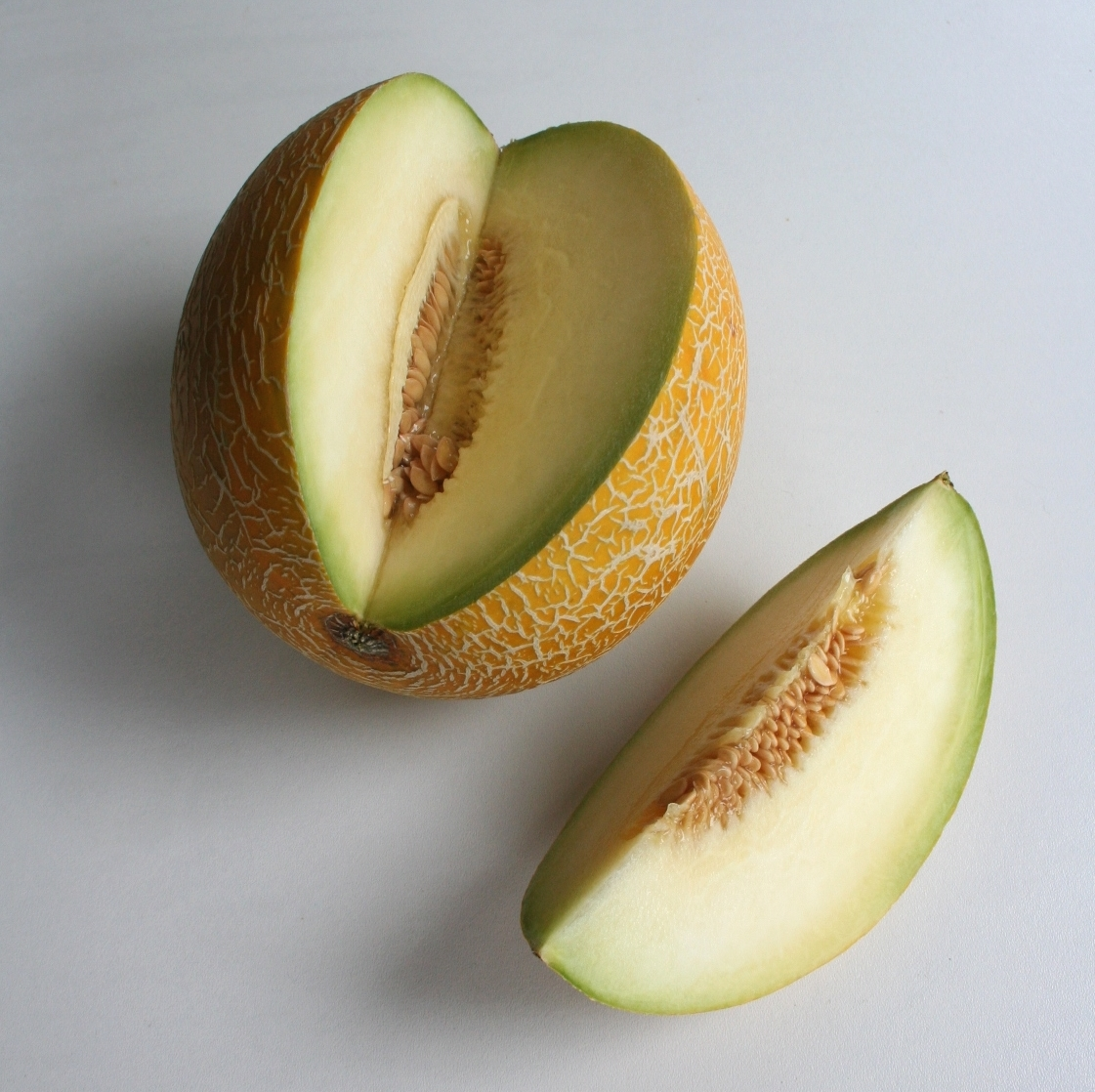
Galia

Galia (Cucumis melo var. reticulatus) – jeden z wielu kultywarów melona cukrowego. Owoc posiada formę kulistą, skórka żółtobrązowa, pokryta charakterystycznym siatkowaniem. Owoce osiągają wagę do 1 kg. Miąższ biało-zielony, aromatyczny i słodki.